# Минск-222
Минск-222 — первая в мире вычислительная система с программируемой структурой. Была разработана и построена Отделением вычислительной техники ИМ СО АН СССР совместно с конструкторским бюро завода им. Г. К. Орджоникидзе Министерства радиопромышленности (г. Минск).
Работы по проектированию ВС «Минск-222» были начаты в 1965 году, а первый её образец был установлен в апреле 1966 года в Институте математики АН БССР.
Руководитель работ по созданию ВС «Минск-222» — Э. В. Евреинов;
Основные разработчики:
- В. Г. Хорошевский[2] (1940—2012; д. т. н., чл.-кор. РАН с 2000 г.)
- Б. А. Сидристый
- Г. П. Лопато[3] (1924—2003; чл.-кор. РАН с 1979 г.)
- А. Н. Василевский[4]

Системы «Минск-222» были смонтированы в нескольких организациях Советского Союза и эксплуатировались более 15 лет.

## Архитектура ВС «Минск-222»
- архитектура MIMD, распределённость ресурсов;
- параллелизм, однородность, программируемость структуры;
- одномерная (кольцевая) топология;
- масштабируемость 1-16 элементарных машин (ЭМ);
- быстродействие: Ω=ANω, где N — число ЭМ, ω — быстродействие одной ЭМ, A >= 1 (при крупноблочном распараллеливании сложных задач);
- использование промышленных ЭВМ второго поколения (Минск-2 или Минск-22)